# Dolmen de Moun Long
Le dolmen de Moun Long, appelé aussi tombe du Géant, est un dolmen situé sur le territoire de la commune de Hures-la-Parade, dans le département de la Lozère en France.

## Description
Le dolmen est entouré d'un tertre de 7 m de diamètre. La chambre est délimitée par deux orthostates, un côté sud-est (2,39 m de longueur) et l'autre au nord (2,93 m,4 de long), mais la dalle de chevet a disparu. La chambre, de forme rectangulaire, mesure environ 2 m de long. L'ensemble est recouvert d'une unique table de couverture, qui fut brisée en deux parties lors des fouilles du docteur Prunières, de 2,63 m de long sur 2,45 m de large et 0,35 m d'épaisseur dont le poids est estimé à 6 tonnes.

## Matériel archéologique
Le dolmen a été fouillé par le docteur Prunières entre 1870 et 1873, parallèlement à sa fouille de la grotte de l'Homme Mort à Saint-Pierre-des-Tripiers, mais les résultats de ces fouilles sont inconnus,.